# Кабат, Маурици
Маурици Кабат (пол. Maurycy Kabat; 5 сентября 1814, Самбор — 9 декабря 1890, Львов) — польский юрист, профессор, ректор Львовского университета (1874—1875).

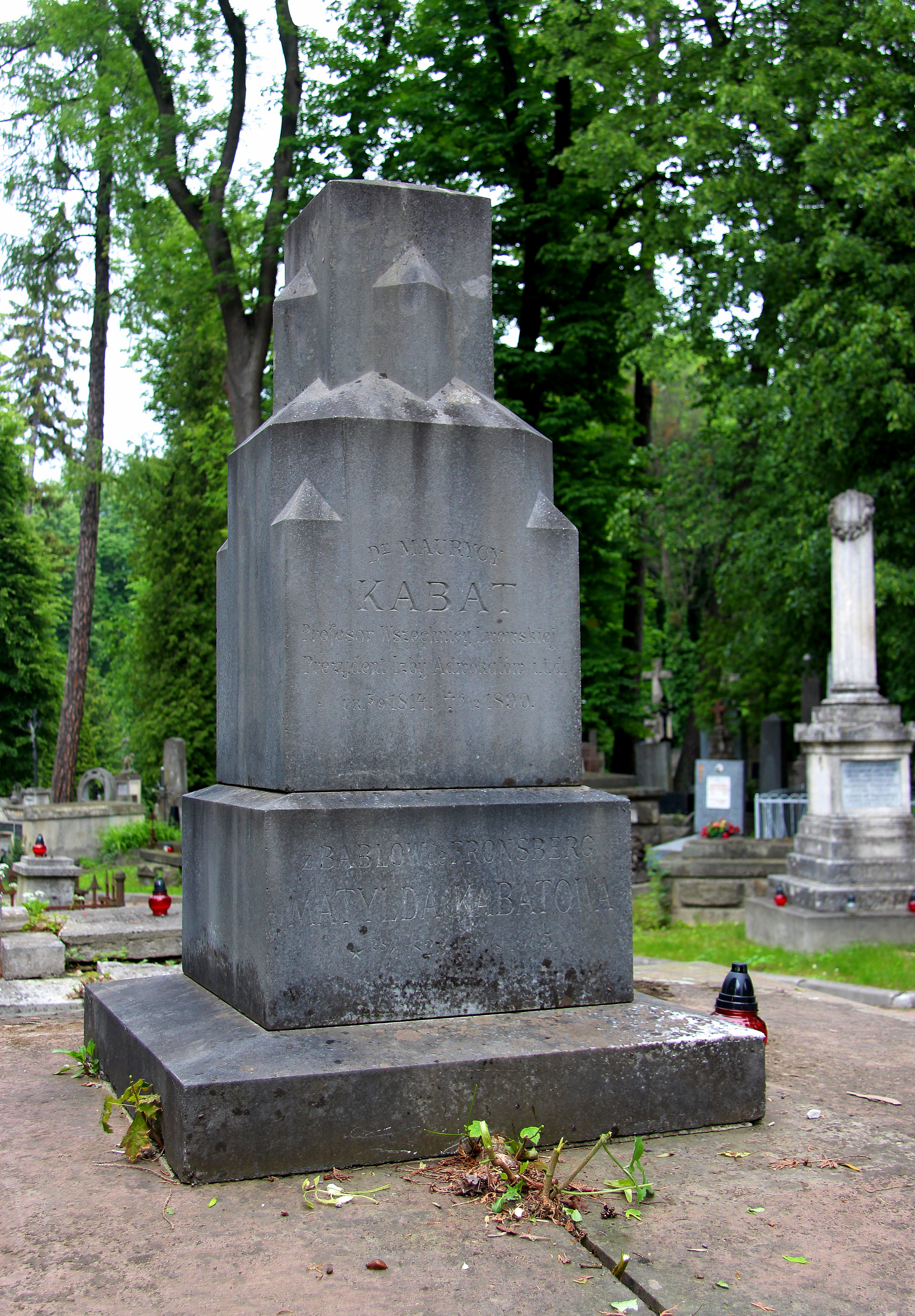
Место захоронения на Лычаковском кладбище

## Биография
С 1829 года был адъюнктом политико-правовых исследований во Львовском университете. С 1867 года руководил кафедрой гражданского процесса. В том же году стал ординарным профессором, а в 1874—1875 годах был ректором университета. В 1865—1876 годах — депутат Галицкого краевого сейма, в 1870—1879 годах был членом Рейхсрата.

## Работы
- «Postępowanie sądowe w sprawach drobiazgowych» (Львов 1873),
- «O prawie cywilnym» (Краков 1881),
- «O dowodach w procesie cywilnym z uwzględnieniem nowych reform ustrojowych» (Львов 1882).